# Оніані Таріел Гурамович
Таріел Гурамович Оніані (рос. Тариэл Гурамович Ониани;«Таро». нар. 2 червня 1952, Ткібулі, Грузинська РСР, СРСР) —  
кримінальний діяч і підприємець грузинського походження, злодій у законі. Один з лідерів «Кутаїського злочинного угруповання».

## Біографія
Народився в шахтарському містечку Ткібулі, сван. Його батько загинув під час обвалу в шахті. Як стверджують ЗМІ, це послужило причиною того, що Таріел Я вибрав для себе професію батька. У 17 років був судимий за розбій і крадіжку, був в колоніях вісім разів. За даними «Коммерсантъ», в 1980-і вважався найавторитетнішим «злодієм в законі» в Москві. У 1990-х переїхав до Парижа, потім до Іспанії, де займався будівельним бізнесом.
У 2005 році іспанські правоохоронні органи провели одну з найбільших в Європі поліцейських операцій «Оса». Понад 400 поліцейських з використанням бронетранспортерів і вертольотів провели близько 50 обшуків в Барселоні, Аліканте, на курортах Марбельї, Фуенхірола, Бенальмадена і Торремолінос, де знаходилися об'єкти Оніані. Самому Оніані вдалося сховатися, проте поліція затримала його 12-річну дочку. Алімжан Тохтахунов (на прізвисько «Тайванчик») з приводу операції зазначив: «Я не сказав би, що він погана людина, - він бізнесмен з хорошими зв'язками».
У квітні 2006 року Оніані клопотав про отримання громадянства Росії, яке було задоволено, і влаштувався в Москві. У липні 2008 року міліція затримала 50 кримінальних авторитетів (з них 39 «злодіїв в законі»), які проводили збори на теплоході в Пирогівському водосховищі. За даними ЗМІ, серед затриманих були грузинські «злодії в законі», прихильники Оніані.
11 червня 2009 р Оніані був затриманий і заарештований за звинуваченням у викраденні бізнесмена. Адвокати пропонували за звільнення Оніані 15 мільйонів рублів, але суд залишив його під вартою. Також йдеться про те, що інтерес взяти під варту Таріела Оніані був у Михайла Саакашвілі.
19 липня 2010 року суд засудив Таріела Оніані до 10 років позбавлення волі. Його адвокат заявив, що процес над Таро був проведений з порушеннями законності.
16 вересня 2010 року в Москві на Тверській вулиці було скоєно замах на кримінального авторитета Аслана Усояна, відомого під прізвиськом «Дід Хасан». За однією з версій, поширених у ЗМІ, замах стало наслідком кримінальних розборок між Хасаном і Таро. Роком раніше повідомлялося про причетність Таріела Оніані до замаху на іншого кримінального авторитета, В'ячеслава Іванькова, відомого під прізвиськом «Япончик».
У березні 2011 року російська влада здійснила екстрадицію Оніані в Іспанію на прохання правоохоронних органів цієї країни.
16 січня 2013 рік у центрі Москви вбито злодій в законі Аслан Усоян, більше відомий в кримінальному світі як Дід Хасан. Кілер розстріляв кримінального генерала з автомата «ВАЛ» з вбудованим глушником (використовується в спецвійськах), коли той виходив з ресторану «Старий Фаетон». Оперативники вважають, що Дід Хасан став жертвою старого конфлікту з представниками конкуруючого мафіозного клану, яким керує Таріел Оніані.
Після засудження в березні 2018 року лідера злочинного світу Шакро Молодого до тривалого терміну ув'язнення, Таро став найавторитетнішим злочинцем Росії та лідером «російської мафії» у світі.
На той час, з липня 2010-го, Оніані відбував покарання за викрадення людини та вимагання  в колонії особливого режиму № 6 «Чорний дельфін» (м. Соль-Ілецьк); 10-річний термін ув'язнення мав закінчуватися 11 червня 2019 року, але Таріел Оніані добився його скорочення.
Проте, вийшовши на волю 9 квітня, одразу був заарештований на 40 днів через оголошення злочинця в міжнародний розшук іспанськими правоохоронними органами. Іспанська антикорупційна прокуратура в офіційному запиті від 23 квітня просила про видачу для суду Оніані, який обвинувачується у відмиванні кримінальних грошей за допомогою свого ресторанного та будівельного бізнесу, а також у рекеті та торгівлі наркотиками. За вчинені протягом 1995—2005 рр. дії злодію попередньо загрожувало покарання у 8,5 років ув'язнення та штраф у 50 млн євро.
23 жовтня 2019 року МВС РФ повідомило, що кримінальний авторитет Таріел Оніані (Таро) екстрадований до Іспанії.